# Amalie Kæseler
Amalie Kjær Kæseler (født 26. juli 1993) er en dansk forfatter der debuterede som 16-årig i 2010 med fantasy-romanen Udødelig, der er udgivet af forlaget Siesta.

## Biografi
- Udødelig (Siesta, 2010)
- Sjælestjæleren (Novelle) (Dansklæreforeningens Forlag, 2007)

## Hjemmesider
Amalie K. Kæselers Blog Arkiveret 21. oktober 2014 hos  Wayback Machine